# Дніпро (картина)
«Дніпро» — картина українського художника Володимира Орловського. Полотно створене у 1882 році і зберігається у Таганрозькому художньому музеї.

## Опис
На картині зображена Київська історична місцевість Китаєво, біля річки Дніпро періоду кінця XIX століття. Ліворуч розташований Дніпро з кораблями рибалок. Правіше на Дніпровських пагорбах розташована вкрита лісом гора з Китаївським городищем. На задньому плані — споруди Свято-Троїцької пустині. Праворуч йде стежка, по якій їде дівчина в традиційному українському вбранні. Художник під час створення знаходився приблизно в районі Багринової гори.
Цей краєвид поблизу Китаєвого зберігався принаймі до 1982 року, допоки не розпочалася розбудова Корчуватого та Столичного шосе.